# Mother Mother
Mother Mother är ett indierockband från Vancouver, Kanada, bildat 2005. Efter att ha fått kontrakt med skivbolaget Last Gang Records gav de 2007 ut debutalbumet Touch Up. I september 2008 släpptes deras andra album, O My Heart

## Medlemmar
Nuvarande medlemmar
- Ryan Guldemond - gitarr, sång, banjo, ukulele, slagverk (2005-idag)
- Molly Guldemond - sång, keyboard (2005-idag)
- Mike Young - basgitarr (2016-idag)
- Jasmin Parkin - sång, keyboard (2009-idag)
- Ali Siadat - trummor (2016-idag)

Tidigare medlemmar
- Kenton Loewen - trummor (2006-2008)
- Debra-Jean Creelman - sång (2005-2008)
- Jeremy page - basgitarr (2005-2016)

Bildgalleri

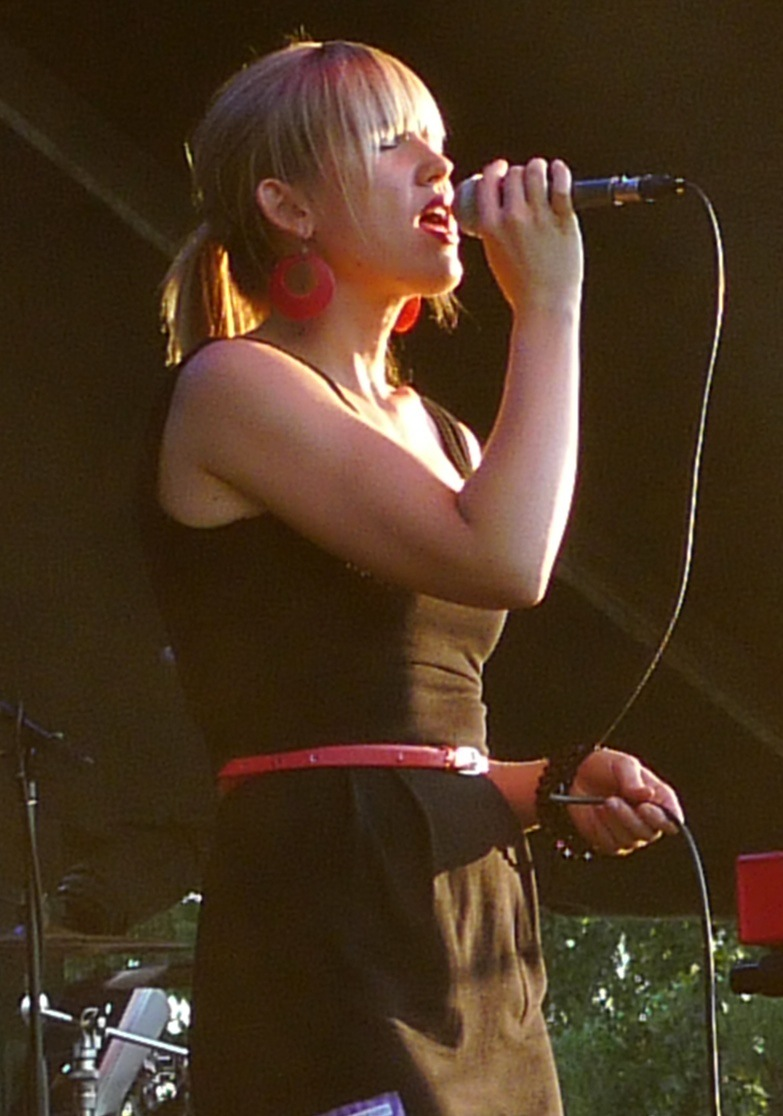
Molly Guldemond
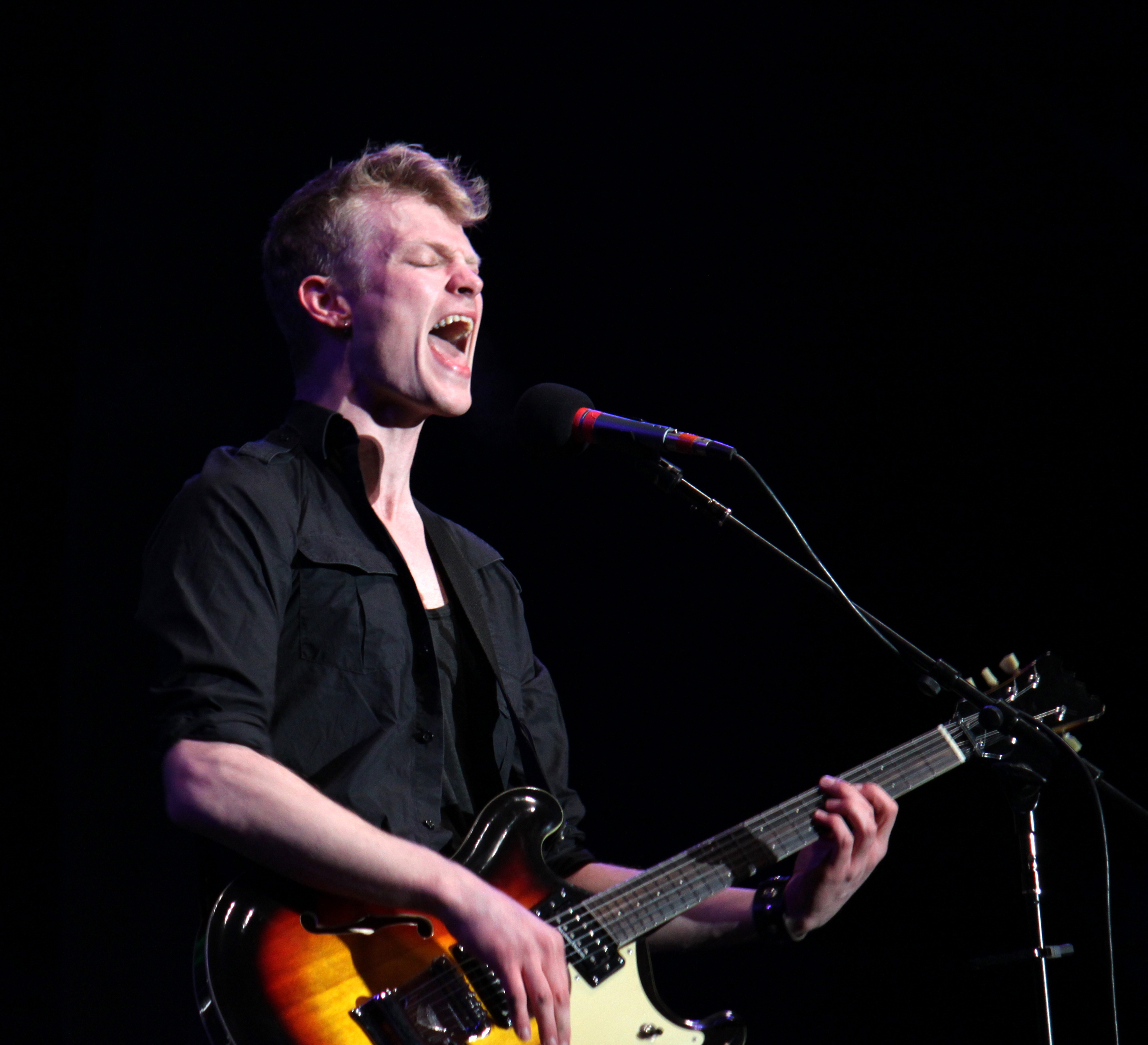
Ryan Guldemond
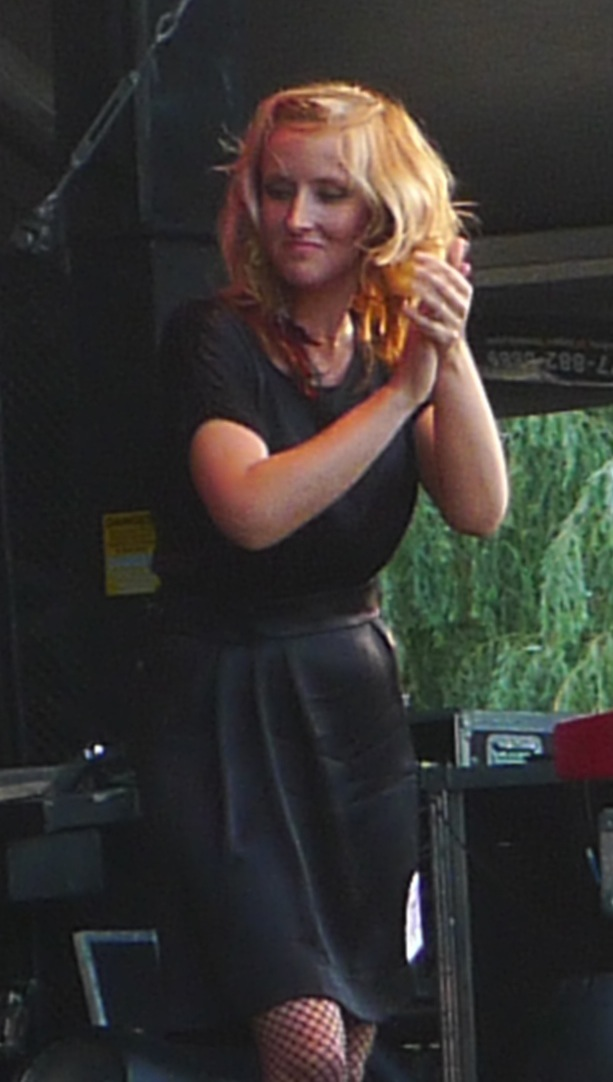
Jasmin Parkin
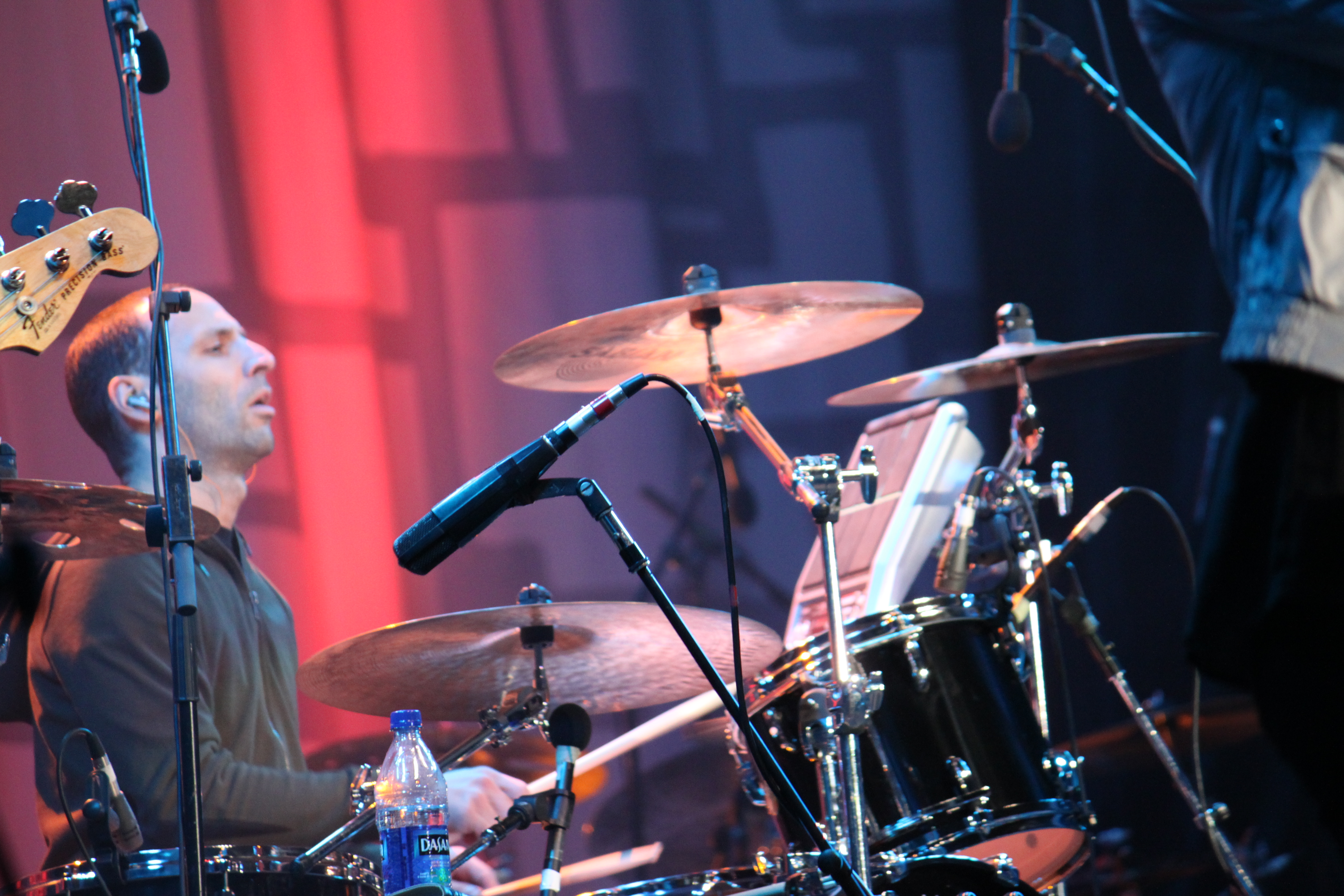
Ali Siadat
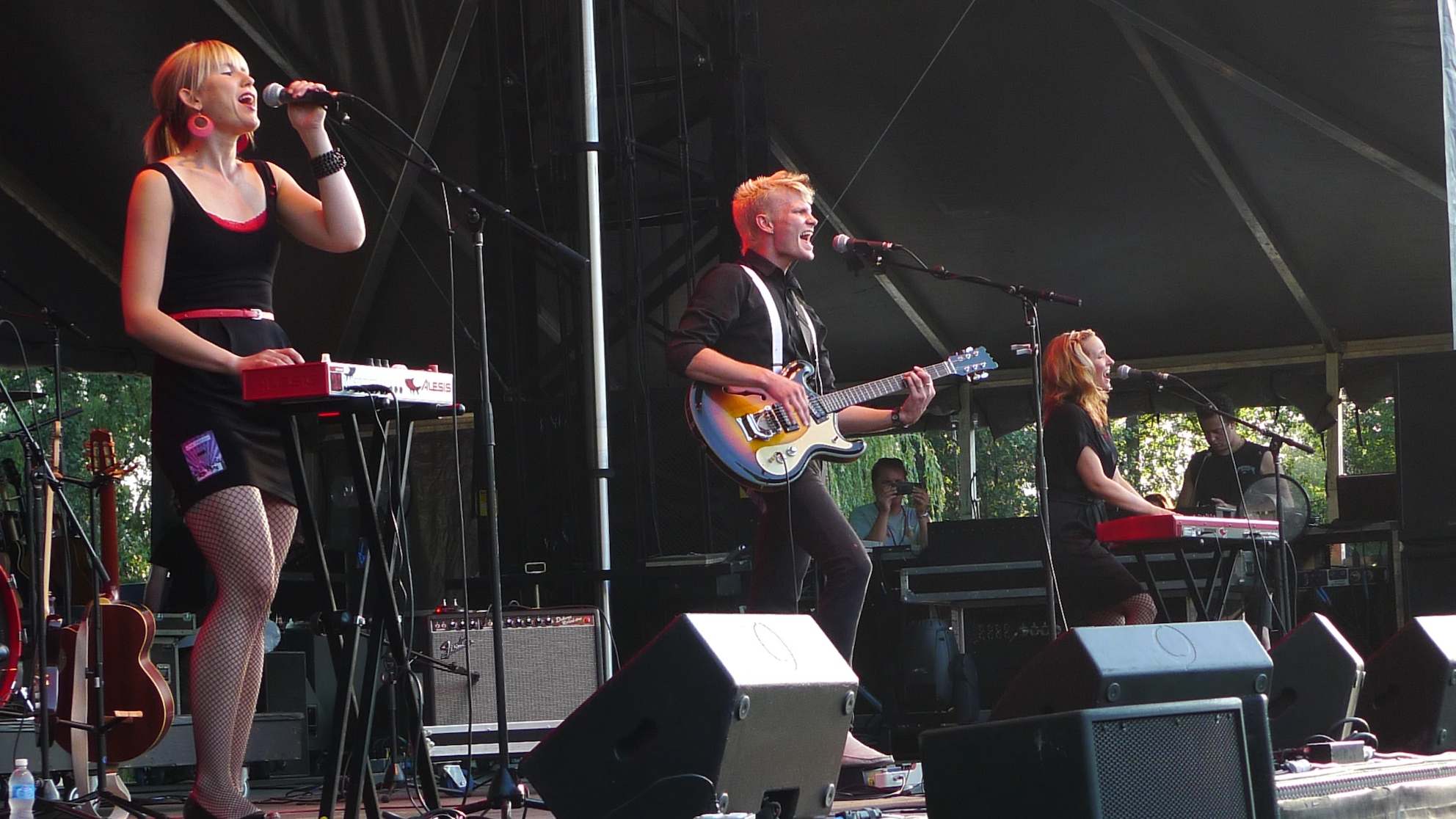
Mother Mother 2009

## Diskografi
Studioalbum
- 2007 – Touch Up
- 2008 – O My Heart
- 2011 – Eureka
- 2012 – The Sticks
- 2014 – Very Good Bad Thing
- 2017 – No culture

- 2018 – Dance and Cry
- 2021 – Inside
- 2025 - Nostalgia

Singlar
- 2011 - The Stand
- 2012 - Bright Idea
- 2012 - Let's Fall In Love
- 2012 - Bit by Bit
- 2013 - Infinitesimal
- 2014 - Get Out the Way